# Friedrich Schickendantz
Friedrich Schickendantz ou Federico Schickendantz (Landau, Alemanha, 15 de janeiro de 1837  - Buenos Aires, Argentina, 4 de abril de 1896) foi um químico, botânico e filósofo alemão nacionalizado argentino.
Seu cabedal de conhecimentos e a multiplicidade de disciplinas que desenvolveu lhe valeram a alcunha de El gran sabio alemán (O grande sábio alemão). Foi químico no Museu de La Plata e autor de vários livros sobre suas pesquisas na Argentina.

## Biografia
Se graduou como químico na Universidade de Heidelberg e logo depois filósofo na Universidade de Munique. 
Em 1861 se mudou para Buenos Aires, Argentina onde entre 1862 e 1868 se dedicou a estudar as minas de cobre. Durante esse tempo também levou a cabo diversos experimentos e pesquisas que lhe permitiram determinar que espécies de alcalóides poderiam ser extraídas do quebracho branco, uma árvore robusta apreciada pela dureza de sua madeira.
Logo depois abraçou o estudo da botânica e seus êxitos permitiram-lhe publicar, em 1881, o "Catálogo razonado de las plantas medicinales", especialmente da região da  Província de Catamarca. 
Schickendantz também se interessou pelos temas relacionados com a cultura e a linguagem da Argentina, dedicando-se ao estudo da filologia e da arqueologia.
Em 1896, Francisco Moreno o designou como químico do Museu de La Plata e mais tarde trabalhou como professor de agronomia.
Seus múltiplos conhecimentos e pesquisas se traduziram em importantes avanços tecnológicos aplicáveis aos engenhos da indústria açucareira tucumana, como também para a indústria tintureira. 
Entre suas diversas obras está uma colaboração com seu compatriota alemão Hermann Burmeister, estudioso da ciência e também radicado na Argentina, de título "Physikalisch-geographische Skizzedes nordwestlichen Theiles der Argentinischen Provinzen von Tucuman und Catamarca".

## Homenagens
As seguintes espécies foram nomeadas em sua honra:
- Gymnocalycium schickendantzii
- Echinopsis schickendantzii
- Trichocereus schickendantzii
- Opuntia schickendantzii
- Bulnesia schickendantzii
- Euphorbia schickendantzii